# 직각 이등변 삼각형

직각 이등변 삼각형의 각 변의 비를 보여준다.

기하학에서 직각 이등변 삼각형(直角二等邊三角形 , 英 : isosceles right angle)은 두 변의 길이가 같으면서 길이가 서로 같은 두 변 사이의 각이 90도인 삼각형을 말한다. 직각삼각형이면서 이등변삼각형이라서 이런 이름이 붙여졌다. 직각 이등변 삼각형에서는 각 각의 비가 {\displaystyle 1:1:2}이다. 삼각형에서 세 각의 합이 180도이므로, 두각의 크기는 45도이고 다른 각의 크기는 90도이다. 두 변의 길이의 비는 다음과 같다.
{\displaystyle 1:1:{\sqrt {2}}}
이것을 쉽게 증명하자면 변의 길이가 {\displaystyle x}, {\displaystyle y}, {\displaystyle z} 인 삼각형이 있다고 해보자. 이 삼각형의 각 각의 크기가 45, 45, 90도라고 가정할 경우 삼각형 {\displaystyle abc}는 두각의 크기가 같으므로 이등변삼각형이 되고, 그래서 길이가 같은 변의 길이를 {\displaystyle a}이라고 가정한다면 피타고라스의 정리에 의하여
{\displaystyle {\sqrt {2a^{2}}}={\sqrt {2}}a}가 되기 때문이다.
정사각형을 대각선 따라 자르면 서로 합동인 두 개의 직각 이등변 삼각형이 나온다. 그리고 직각 이등변 삼각형을 대칭축에 따라서 잘라도 역시 서로 합동인 두 개의 직각 이등변 삼각형이 나온다.

## 성질
직각 이등변 삼각형의 둘레는 다음과 같다.
- 빗변의 길이를 알경우 둘레는 {\displaystyle {\sqrt {2}}a+a}이다.
- 빗변이 아닌 다른 변을 알경우의 둘레는 다음과 같다. {\displaystyle 2a+{\sqrt {2}}a}

직각 이등변 삼각형의 넓이는 다음과 같다.
- 빗변의 길이를 알 경우 넓이는 {\displaystyle {\frac {a^{2}}{4}}}
- 다른 변을 알 경우 넓이는 {\displaystyle {\frac {a^{2}}{2}}}

## 직각 이등변 삼각형과 놀이
- 동양의 퍼즐 놀이 중 하나인 칠교놀이류의 퍼즐놀이에서 직각 이등변 삼각형이 쓰인다.